# Nestor Moura Brasil
Nestor Moura Brasil (Rio de Janeiro, 4 de maio de 1904 – Rio de Janeiro, 28 de novembro de 1977) foi um farmacêutico brasileiro.
Graduado em farmácia pela Faculdade Nacional de Farmácia. Foi eleito membro da Academia Nacional de Medicina em 1932, sucedendo Alfredo José Abrantes na Cadeira 94, que tem Ramiz Galvão como patrono.